# Makemake
(136472) Makemake (uitspr. Ma-ke-ma-ke; symbool: ) is een dwergplaneet van met een diameter van circa 1430 kilometer in de Kuipergordel, ontdekt op 31 maart 2005 met de Spitzer Space Telescope door het team van Michael Brown. Zijn ontdekking werd bekendgemaakt op 29 juli 2005. De ontdekking van Makemake kwam pas na de ontdekking van andere, zwakkere objecten uit de Kuipergordel.
In 2015 werd haar eerste maan ontdekt door ruimtetelescoop Hubble. Voorlopig draagt deze maan de naam S/2015 (136472) 1.

## Naamgeving
Makemakes voorlopige aanduiding was 2005 FY9. Van de ontdekkers had hij de bijnaam Easter bunny (Paashaas) gekregen. De dwergplaneet werd namelijk ontdekt op 31 maart 2005, een dag die in dat jaar net na Pasen viel. In juli 2008 is de naam Makemake en de status van dwergplaneet toegekend; het definitieve catalogusnummer 136472 kreeg hij al wat eerder. De naam is afgeleid van de mythologie van de Rapa Nui, de bewoners van het Paaseiland. Makemake was daarin de schepper van de mensheid.

## Kenmerken
Makemake heeft een magnitude (relatieve helderheid) van 16,7, en is daardoor al zichtbaar met een grote amateurtelescoop. Ze is maar net iets minder helder dan Pluto, die een magnitude van 15 heeft. Pluto en Makemake zijn samen de helderste objecten in de Kuipergordel. De diameter is ongeveer 50% tot 75% van die van Pluto, met een equatoriale middellijn van 1430 km en een polaire middellijn van 1502 km. Makemake is van de bekende objecten in de Kuipergordel de derde in grootte, na Eris en Pluto. De grootte is vergelijkbaar met die van Haumea, maar Makemake is iets helderder.
Volgens Brown is het oppervlak vergelijkbaar met dat van Pluto.
Het object heeft een omlooptijd rond de zon van 309 jaar en draait in ongeveer 6 uur om zijn as. De baan is enigszins excentrisch en geïnclineerd.
Analyse van het spectrum van het door Makemake gereflecteerde zonlicht laat zien dat het oppervlak grotendeels maar niet geheel uit methaanijs bestaat. De overige bestanddelen zijn mogelijk stikstofijs, koolmonoxideijs en het edelgas argon.

### Geen atmosfeer
Dat deze dwergplaneet geen atmosfeer heeft is ontdekt op 22 november 2012. Dit is opmerkelijk aangezien de soortgelijke dwergplaneet Pluto wel over een atmosfeer beschikt. Een onderzoeksteam onder leiding van José Luis Ortiz (Instituto de Astrofísica de Andalucía, CSIC, Spanje), combineerde waarnemingen van drie telescopen van de ESO-sterrenwachten in Chili met de gegevens van kleine telescopen in het zuiden van Amerika om Makemake te observeren tijdens een overgang voorlangs een kleine verre ster. Het licht van deze ster 'verdween' en 'verscheen' zeer abrupt. Als Makemake over een atmosfeer zou beschikken, zou de ster geleidelijker 'uitdoven' als ze ervoor schoof, als gevolg van de verstrooiing van licht door deeltjes in de atmosfeer. Ortiz concludeerde hieruit dat de dwergplaneet geen atmosfeer van betekenis heeft.